# فرانسه نو (فیلم)
«فرانسه نو» (انگلیسی: Nouvelle-France (film)) فیلمی در ژانر رمانتیک و درام است که در سال ۲۰۰۴ منتشر شد.

## بازیگران
- کالم مینی
- ژرار دوپاردیو
- ایرن ژاکوب
- جیسون ایساکس
- تیم راث
- وینسنت پرز
- دیوید تراتون